# 哈维·费尔南德斯
哈维·费尔南德斯（西班牙語：Xavi Fernández，1968年2月12日—），生于巴塞罗那，西班牙男子篮球运动员。他曾代表西班牙国家队参加1992年夏季奥林匹克运动会篮球比赛，获得第九名。